# Hans Linser
Hans Linser (* 4. Juli 1907 in Linz an der Donau; † 2. November 1991 während einer Bahnfahrt von Linz nach Gießen) war ein österreichischer Agrikulturchemiker auf dem Gebiet der  Pflanzenernährung. Von 1960 bis 1975 lehrte er an der Universität Gießen. Sein Forschungsschwerpunkt war die Ernährungsphysiologie landwirtschaftlicher Kulturpflanzen.

## Leben
Hans Linser, Sohn eines Steinmetzmeisters, studierte Naturwissenschaften an der Universität Wien und promovierte dort 1930 mit einer Dissertation über fluoreszenzanalytische Untersuchungen an Pflanzen. Bis 1945 war er mit biologischen Forschungsaufgaben bei der IG-Farbenindustrie beschäftigt. Von 1947 bis 1959 leitete er die neuerrichtete biologische
Forschungsabteilung der Österreichischen Stickstoffwerke.
1949 habilitierte sich Linser an der Technischen Hochschule in Wien für das Fachgebiet Pflanzenernährung. An dieser Hochschule, seit 1951 auch an der Hochschule für Bodenkultur in Wien, hielt er  Vorlesungen über das damals noch neue Fachgebiet der Wuchsstoffe. 1959 wurde ihm der Titel eines außerordentlichen Professors verliehen. 1960 folgte Linser einem Ruf auf den Lehrstuhl für Pflanzenernährung an die Universität Gießen. Hier wirkte er bis zum Jahre 1975.
Einer seiner Schüler war Karl-Hermann Neumann.

## Forschung und Lehre
Während seiner Tätigkeit an der Universität Gießen hat Linser maßgebend die Entwicklung des Fachgebietes Pflanzenernährung mitgeprägt. Das zentrale Arbeitsfeld einer zeitgemäßen Pflanzenernährungslehre war für ihn die Ernährungsphysiologie der Kulturpflanzen. Zu den wissenschaftlichen Marksteinen seines Wirkens an der Universität Gießen gehören seine Forschungsarbeiten über Wachstumsregulatoren. Hervorzuheben ist auch seine originelle Konzeption über die Ertragsbildung landwirtschaftlicher Kulturpflanzen, die er 1984 in seiner Schrift „System und Produkt. Faktoren der pflanzlichen Ertragsbildung“ veröffentlichte. Außerdem hat er das von Karl Scharrer 1958 begründete „Handbuch der Pflanzenernährung und Düngung“ weitergeführt und in den Jahren zwischen 1965 und 1972 drei umfangreiche Bände herausgegeben.
Wiederholt hat Linser zu weltweit aktuellen landwirtschaftlichen Problemen Stellung genommen. Beachtenswert sind seine Beiträge „Sicherung des Lebens der Menschheit durch Sicherung der Ernährung“ (1975) und „Gegenwartsprobleme der Agrarwissenschaften“ (1982). Auch über Grundfragen des Lebens und über den Sinn wissenschaftlicher Tätigkeit hat er viel nachgedacht und darüber zahlreiche Aufsätze und Bücher publiziert. Er wurde deshalb oft als „der Philosoph auf dem Lehrstuhl für Pflanzenernährung“ bezeichnet. Beachtenswerte Gedanken über die Forschung finden sich in dem Beitrag „Von der Notwendigkeit und den verschiedenen Arten des Forschens“ (1977). Sein letztes Buch „Dynamismus des Lebens. Aus dem Ereignis wird das Sein“ (1988) enthält eine vollständige Bibliographie seiner wissenschaftlichen Veröffentlichungen.

## Ehrungen
- Ehrendoktor der Hochschule für Bodenkultur in Wien
- Ehrensenator der Johannes Kepler Universität Linz
- Träger des Österreichischen Ehrenkreuzes für Wissenschaft und Kunst I. Klasse

## Publikationen (Auswahl)
- Chemismus des Lebens. Das biologische Weltbild der Gegenwart. Universum Verlagsgesellschaft Wien 1948.
- Können wir wissen? Biologisches und Philosophisches im Kreise des Erkennens. Verlag Brüder Hollinek Wien 1954 = Sammlung "Biologie" Bd. 17.
- Methoden zur Bestimmung pflanzlicher Wuchsstoffe (gemeinsam mit Oswald Kiermayer). Springer-Verlag Wien 1957.
- Isotope in der Landwirtschaft. Methoden und Ergebnisse des Einsatzes radioaktiver und stabiler Isotope in der landwirtschaftlichen Forschung und Praxis (gemeinsam mit Karl Kaindl). Verlag Paul Parey, Berlin und Hamburg 1960.
- Naturwissenschaft und Ethik. In: Nachrichten der Gießener Hochschulgesellschaft Bd. 33, 1964, S. 91–115.
- Handbuch der Pflanzenernährung und Düngung. Begründet von Karl Scharer und Hans Linser. 3 Bände zu je zwei Teilhälften, Springer-Verlag Wien und New York 1965-1972.
- Können Naturwissenschaften Antworten auf Sinnfragen geben?. In: Universitas Jg. 28, 1973, S. 423–431.
- Sicherung des Lebens der Menschheit durch Sicherung der Ernährung. In: Landwirtschaftliche Forschung, Sonderheft 31/I, 1975, S. 7–20.
- Von der Notwendigkeit und den verschiedenen Arten des Forschens. In. Gießener Universitätsblätter Jg. 10, 1977, H. 1, S. 16–24.
- Gegenwartsprobleme der Agrarwissenschaften. In: Die Bodenkultur Bd. 33, 1982, S. 351–362.
- Das Unwahrscheinliche realisieren – ein menschliches Triebziel? In: Zeitschrift für Ganzheitsforschung (Wien), Neue Folge Bd. 28, 1984, S. 154–162.
- System und Produkt. Faktoren der pflanzlichen Ertragsbildung. Verlag Paul Parey, Berlin und Hamburg 1984.
- Dynamismus des Lebens. Aus dem Ereignis wird das Sein. Verlag Paul Parey, Berlin und Hamburg 1988.